# Turngemeinde 1862 Rüsselsheim 2021-2022 (pallavolo maschile)
Questa voce raccoglie le informazioni riguardanti il Turngemeinde 1862 Rüsselsheim nelle competizioni ufficiali della stagione 2021-2022.

## Stagione
Il Turngemeinde 1862 Rüsselsheim partecipa alla stagione 2021-22 con la denominazione sponsorizzata United Volleys Frankfurt.
In 1. Bundesliga si piazza al terzo posto in regular season, spingendosi poi fino alle semifinali play-off, dove viene eliminato dallo Charlottenburg. In Coppa di Germania esce di scena ai quarti di finale, perdendo nuovamente contro la formazione berlinese, che lo aveva già sconfitto in Supercoppa tedesca.
A livello europeo è di scena in Coppa CEV, dove viene eliminato agli ottavi di finale dall'Arcada Galați.

## Organigramma societario
Area direttiva
- Presidente: Alexander Korosek

Area tecnica
- Allenatore: Christophe Achten
- Allenatore in seconda: Liam Sketcher
- Scoutman: Ludwig Mischmann, Kiyarash Maleki

Area sanitaria
- Medico: Wolfgang Raussen
- Fisioterapista: Joseph Lorenz, Thaddeus Schirmer, Anastasia Steblou

## Rosa
| N° | Nome            | Ruolo | Data di nascita   | Nazionalità sportiva |
| -- | --------------- | ----- | ----------------- | -------------------- |
| 1  | Byron Keturakis | P     | 11 gennaio 1996   | Canada               |
| 2  | Satoshi Tsuiki  | L     | 16 gennaio 1992   | Giappone             |
| 3  | Karli Allik     | S     | 25 settembre 1996 | Estonia              |
| 4  | Noah Baxpöhler  | C     | 13 agosto 1993    | Germania             |
| 5  | Jonas Reinhardt | S     | 30 luglio 1998    | Germania             |
| 6  | Paul Henning    | C     | 28 settembre 1997 | Germania             |
| 8  | Robin Baghdady  | S     | 22 marzo 1999     | Svizzera             |
| 9  | Max Staples     | S     | 27 luglio 1994    | Australia            |
| 10 | Jochen Schöps   | O     | 8 ottobre 1983    | Germania             |
| 11 | Daniel Malescha | O     | 28 aprile 1994    | Germania             |
| 13 | Shanari Hepburn | C     | 19 maggio 1993    | Bahamas              |
| 14 | Leon Dervisaj   | P     | 7 settembre 1996  | Germania             |
| 15 | James Weir      | C     | 20 luglio 1995    | Australia            |
| 16 | Leo Bernsmann   | L     | 14 luglio 2004    | Germania             |
| 18 | Viktor Lindberg | S     | 27 marzo 1996     | Svezia               |
| 18 | Linus Hüger     | S     | 25 agosto 2003    | Germania             |

## Statistiche

### Statistiche di squadra
| Competizione       | Punti | In casa | In casa | In casa | In trasferta | In trasferta | In trasferta | Totale | Totale | Totale |
| Competizione       | Punti | G       | V       | P       | G            | V            | P            | G      | V      | P      |
| ------------------ | ----- | ------- | ------- | ------- | ------------ | ------------ | ------------ | ------ | ------ | ------ |
| 1. Bundesliga      | 22/4  | 12      | 8       | 4       | 11           | 4            | 7            | 23     | 12     | 11     |
| Coppa di Germania  | -     | 1       | 0       | 1       | 1            | 1            | 0            | 2      | 1      | 1      |
| Supercoppa tedesca | -     | -       | -       | -       | -            | -            | -            | 1      | 0      | 1      |
| Coppa CEV          | -     | 2       | 1       | 1       | 2            | 1            | 1            | 4      | 2      | 2      |
| Totale             | -     | 15      | 9       | 6       | 14           | 6            | 8            | 30     | 15     | 15     |

G = partite giocate; V = partite vinte; P = partite perse

### Statistiche dei giocatori
| Giocatore    | 1. Bundesliga | 1. Bundesliga | 1. Bundesliga | 1. Bundesliga | 1. Bundesliga | Coppa di Germania | Coppa di Germania | Coppa di Germania | Coppa di Germania | Coppa di Germania | Supercoppa tedesca | Supercoppa tedesca | Supercoppa tedesca | Supercoppa tedesca | Supercoppa tedesca | Coppa CEV | Coppa CEV | Coppa CEV | Coppa CEV | Coppa CEV | Totale | Totale | Totale | Totale | Totale |
| Giocatore    | P             | PT            | AV            | MV            | BV            | P                 | PT                | AV                | MV                | BV                | P                  | PT                 | AV                 | MV                 | BV                 | P         | PT        | AV        | MV        | BV        | P      | PT     | AV     | MV     | BV     |
| ------------ | ------------- | ------------- | ------------- | ------------- | ------------- | ----------------- | ----------------- | ----------------- | ----------------- | ----------------- | ------------------ | ------------------ | ------------------ | ------------------ | ------------------ | --------- | --------- | --------- | --------- | --------- | ------ | ------ | ------ | ------ | ------ |
| K. Allik     | 0             | 0             | 0             | 0             | 0             | -                 | -                 | -                 | -                 | -                 | -                  | -                  | -                  | -                  | -                  | -         | -         | -         | -         | -         | 0      | 0      | 0      | 0      | 0      |
| R. Baghdady  | 8             | 64            | 46            | 6             | 12            | 1                 | 0                 | 0                 | 0                 | 0                 | 1                  | 11                 | 9                  | 0                  | 2                  | -         | -         | -         | -         | -         | 10     | 75     | 55     | 6      | 14     |
| N. Baxpöhler | 22            | 163           | 109           | 47            | 7             | 2                 | 16                | 8                 | 5                 | 3                 | 1                  | 3                  | 2                  | 1                  | 0                  | 3         | 25        | 18        | 6         | 1         | 28     | 207    | 137    | 59     | 11     |
| L. Bernsmann | 3             | 0             | 0             | 0             | 0             | 0                 | 0                 | 0                 | 0                 | 0                 | 0                  | 0                  | 0                  | 0                  | 0                  | 0         | 0         | 0         | 0         | 0         | 3      | 0      | 0      | 0      | 0      |
| L. Dervisaj  | 22            | 49            | 28            | 19            | 2             | 2                 | 6                 | 3                 | 1                 | 2                 | 1                  | 2                  | 0                  | 1                  | 1                  | 3         | 11        | 5         | 5         | 1         | 28     | 68     | 36     | 26     | 6      |
| P. Henning   | 8             | 13            | 7             | 5             | 1             | 2                 | 10                | 9                 | 1                 | 0                 | 0                  | 0                  | 0                  | 0                  | 0                  | 2         | 11        | 5         | 5         | 1         | 12     | 34     | 21     | 11     | 2      |
| S. Hepburn   | 5             | 7             | 5             | 1             | 1             | -                 | -                 | -                 | -                 | -                 | -                  | -                  | -                  | -                  | -                  | -         | -         | -         | -         | -         | 5      | 7      | 5      | 1      | 1      |
| L. Hüger     | 11            | 1             | 1             | 0             | 0             | 2                 | 1                 | 1                 | 0                 | 0                 | 0                  | 0                  | 0                  | 0                  | 0                  | 3         | 0         | 0         | 0         | 0         | 16     | 2      | 2      | 0      | 0      |
| B. Keturakis | 9             | 43            | 20            | 16            | 7             | 2                 | 3                 | 1                 | 0                 | 2                 | 1                  | 2                  | 1                  | 1                  | 0                  | 2         | 1         | 1         | 0         | 0         | 14     | 49     | 23     | 17     | 9      |
| V. Lindberg  | 22            | 261           | 209           | 21            | 31            | 2                 | 23                | 18                | 2                 | 3                 | 1                  | 2                  | 1                  | 0                  | 1                  | 3         | 55        | 45        | 2         | 8         | 28     | 341    | 273    | 25     | 43     |
| D. Malescha  | 18            | 310           | 276           | 20            | 14            | 2                 | 31                | 26                | 3                 | 2                 | 1                  | 12                 | 11                 | 1                  | 0                  | 2         | 32        | 29        | 3         | 0         | 23     | 385    | 342    | 27     | 16     |
| J. Reinhardt | 10            | 23            | 19            | 3             | 1             | 0                 | 0                 | 0                 | 0                 | 0                 | 0                  | 0                  | 0                  | 0                  | 0                  | 1         | 0         | 0         | 0         | 0         | 11     | 23     | 19     | 3      | 1      |
| J. Schöps    | 19            | 132           | 104           | 5             | 23            | 1                 | 7                 | 6                 | 0                 | 1                 | 1                  | 0                  | 0                  | 0                  | 0                  | 3         | 31        | 27        | 3         | 1         | 24     | 170    | 137    | 8      | 25     |
| M. Staples   | 22            | 220           | 176           | 28            | 16            | 1                 | 6                 | 6                 | 0                 | 0                 | 0                  | 0                  | 0                  | 0                  | 0                  | 3         | 36        | 29        | 2         | 5         | 26     | 262    | 211    | 30     | 21     |
| S. Tsuiki    | 23            | 0             | 0             | 0             | 0             | 2                 | 0                 | 0                 | 0                 | 0                 | 1                  | 0                  | 0                  | 0                  | 0                  | 3         | 0         | 0         | 0         | 0         | 29     | 0      | 0      | 0      | 0      |
| J. Weir      | 23            | 173           | 112           | 42            | 19            | 2                 | 5                 | 5                 | 0                 | 0                 | 1                  | 7                  | 6                  | 0                  | 1                  | 3         | 22        | 13        | 9         | 0         | 29     | 207    | 136    | 51     | 20     |

P = presenze; PT = punti totali; AV = attacchi vincenti; MV = muri vincenti; BV = battute vincenti